# Шемен-Вер (станция метро)
Шемен-Вер (фр. Chemin Vert) — станция линии 8 Парижского метрополитена, расположенная на границе III и XI округов Парижа. Названа по расположению в конце рю Шемен-Вер.

## История
- Станция открыта 5 мая 1931 года в составе пускового участка линии 8 Ришельё — Друо — Порт-де-Шарентон.
- Пассажиропоток по станции по входу в 2011 году, по данным RATP, составил 1 448 436 человек[3]. В 2013 году этот показатель вырос до 1 483 745 пассажиров (279 место по уровню входного пассажиропотока в Парижском метро)[4]

## Галерея

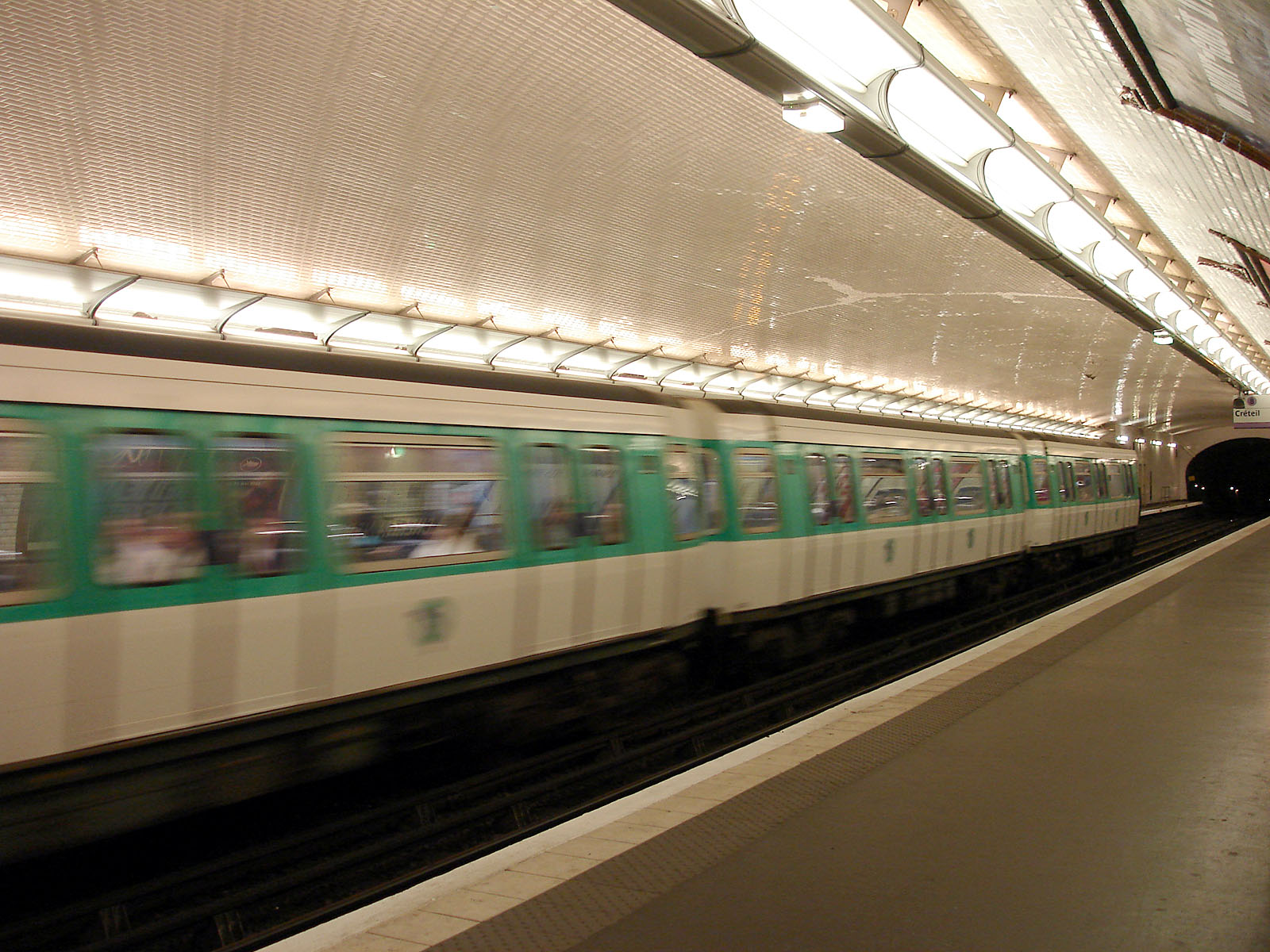
Состав модели MF 77 на станции
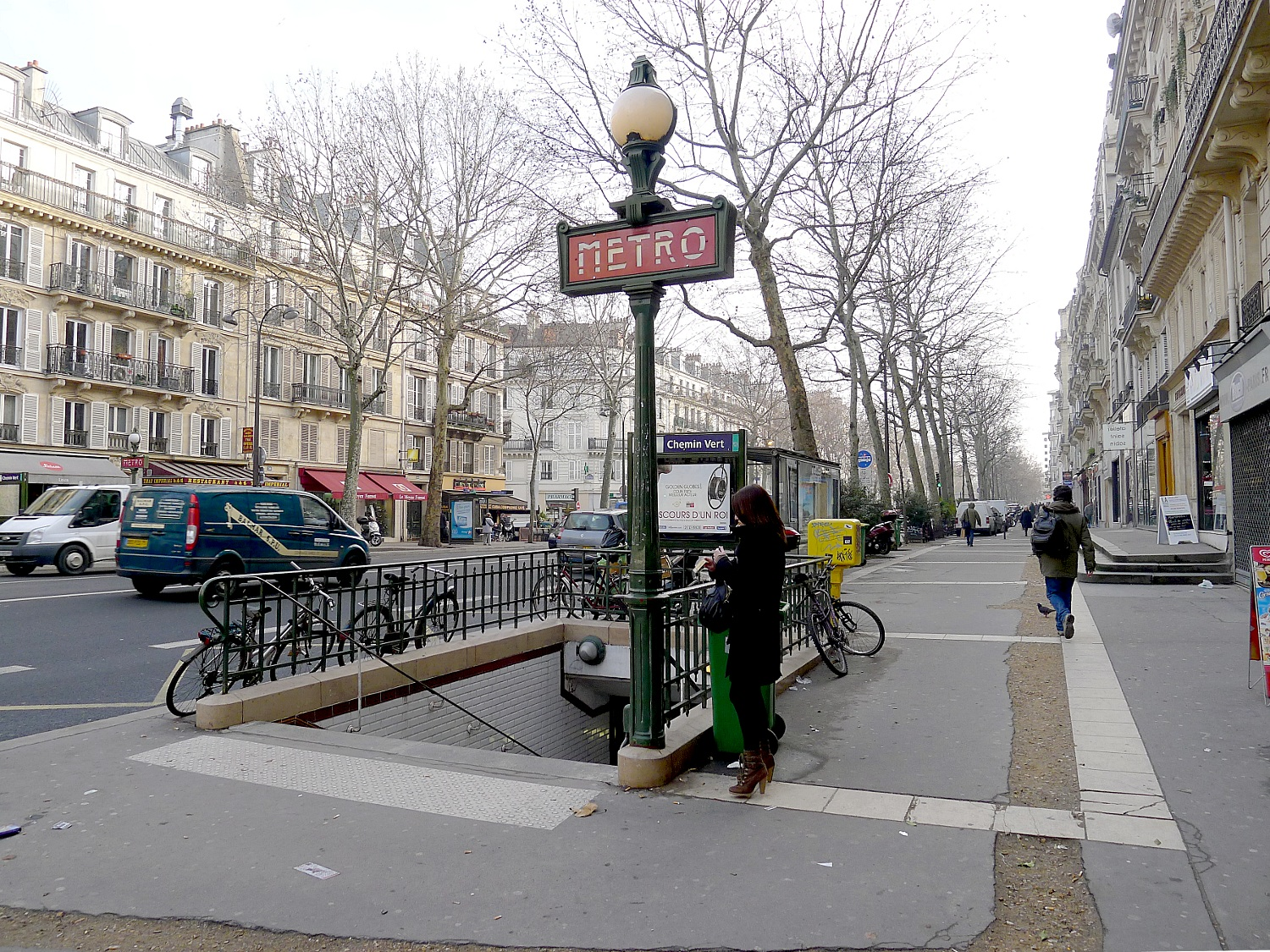
Лестничный сход на бульваре Бомарше